# Club Sport Cartaginés
Maillots
Dernière mise à jour : 7 juillet 2022.
Le Club Sport Cartaginés Deportiva S.A. est un club de football costaricien basé dans le Barrio Asis de Cartago.

## Palmarès
- Championnat du Costa Rica (4)
  - Vainqueur : 1923, 1936, 1940 et Clausura 2022

- Coupe du Costa Rica (2)
  - Vainqueur : 2014 et 2015

- Copa Interclubes UNCAF
  - Finaliste : 1978

- Coupe des champions de la CONCACAF (1)
  - Vainqueur : 1994

- Copa Interamericana
  - Finaliste : 1996

## Anciens joueurs
- Hector Marchena (en)
- Danny Fonseca